# Ширинский-Шихматов, Юрий Алексеевич
Юрий (Георгий) Алексеевич Ширинский-Шихматов (12 сентября 1890, Санкт-Петербург — после 17 августа 1942, Освенцим) — князь, штабс-ротмистр Русской императорской армии, деятель Белого движения и русской эмиграции; один из сторонников «сменовеховской» позиции, идеолог движения национал-максималистов.

## Биография
Отец — князь Алексей Александрович Ширинский-Шихматов, камергер Двора Его Императорского Величества и гофмейстер Высочайшего Двора. Мать — княгиня Леокадия Петровна Ширинская-Шахматова (урождённая Мезенцева). Окончил Императорское училище правоведения в 1911 году (72-й выпуск) IX классом, после училища служил в Земском отделе Министерства внутренних дел. Был действительным членом Общества любителей породистых собак и публиковал статьи в охотничьих журналах.
Воинскую службу проходил в кавалерии: окончил Николаевское кавалерийское училище, был вольноопределяющимся Конного лейб-гвардии полка. Добровольцем отправился на фронт Первой мировой войны, нёс службу в Гусарском Его Величества лейб-гвардии полку (корнет запаса), а затем по собственному желанию был прикомандирован к 20-му драгунскому Финляндскому полку. Участник Праснышских боёв, с февраля 1916 года при штабе 7-й армии, участник воздушных разведывательных операций. Был ранен и эвакуирован в Царскосельский военный госпиталь, позже нёс службу при английской военной миссии. Штабс-ротмистр РИА. За время службы отмечен следующими наградами:
- орден Святой Анны IV степени с надписью «За храбрость»
- орден Святого Владимира IV степени с мечами и бантом (Высочайший приказ от 10 июня 1915)
- орден Святой Анны III степени с мечами и бантом
- Георгиевское оружие (приказ по армии и флоту от 11 марта 1917)
- орден Звезды Румынии с мечами (4 апреля 1917) — за спасение миномета на участке Румынской дивизии в бою при Марашешти

Во время Гражданской войны сражался в Добровольческой армии на юге России, в 1919 году назначен помощником военного агента в Варшаве по распоряжению генерала А. И. Деникина. Исполнял различные поручения при штабе Северо-Западной армии, участник второго похода на Петроград. Дослужился до звания ротмистра. В 1920 году покинул Россию, осев в Берлине с семьёй, позже жил в Париже и работал таксистом.
В эмиграции публиковал статьи в журнале «Двуглавый орёл»; в 1920-е годы стал инициатором и идеологом Союза российских национал-максималистов (одно из течений национал-большевизма, иногда называемое разновидностью солидаризма). В 1931—1932 годах выпускал журнал «Утверждения», издатели которого не признавали идеологию марксизма-ленинизма, однако осуждали иностранную интервенцию и призывали к созданию «социальной правды и подлинной демократии». В 1933—1935 годах выпускал ежемесячник «Завтра» Объединения пореволюционных течений.
В 1930-е годы Ширинский-Шихматов был членом ряда общественно-политических организаций. В 1932 году стал основателем парижского Пореволюционного клуба, в 1933 году — председателем Объединения пореволюционных течений (ОПТ), в 1934‒1936 годах был председателем исполнительного комитета Пореволюционного клуба. В феврале 1936 года основал Русское эмигрантское оборонческое движение, которое готово было поддержать СССР в случае объявления войны Союзу со стороны иностранного государства, заинтересованного не только в свержении коммунистической власти, но и в ликвидации русской государственности в любом виде.
В 1940 году после оккупации Франции Германией был арестован прогерманским Управлением по делам русской эмиграции как сторонник Сопротивления и вывезен в Германию: его выдал начальник Управления Ю. С. Жеребков. 17 августа 1942 года отправлен в концлагерь Освенцим, где и был убит: по одной версии, его застрелили, когда он защищал избиваемого соседа, по другой версии — буквально затоптан охранниками концлагеря.
Был женат вторым браком на Евгении Ивановне Савинковой (Зильберберг), вдове Бориса Савинкова.